# Vorprobe

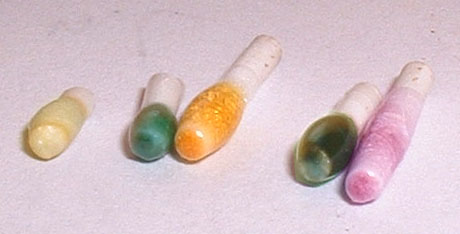
Phosphorsalzperlen – hier von links nach rechts mit Silber-(Ag), Kupfer-(Cu), Nickel-(Ni), Eisen-(Fe) und Mangansalz(Mn)

Eine Vorprobe ist in der Chemie im Bereich der Analytik ein Kurzversuch, den man mit einer nicht weiter aufbereiteten, zumeist salzartig-festen Probesubstanz macht, um Hinweise auf eventuell vorhandene Inhaltsstoffe (Anionen/Kationen) zu bekommen. Diese qualitativen Nachweisreaktionen haben noch keinen Beweis-Charakter, aber liefern Hinweise für die Suche nach Ionen im Kationentrenngang.
Man unterscheidet auch bei Vorproben Nachweise für Kationen und Nachweise für Anionen:

## Vorproben auf Kationen

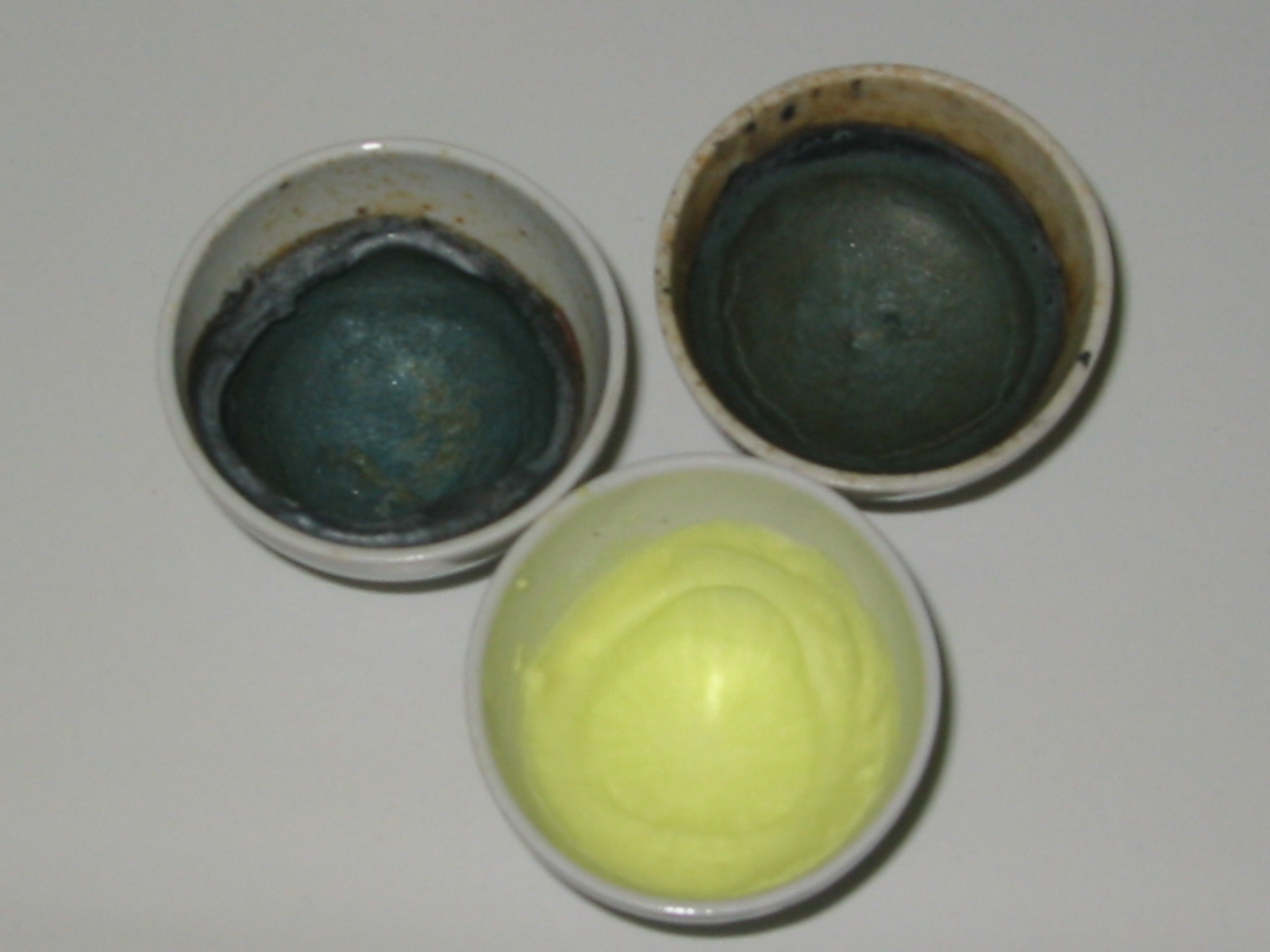
3 Tiegel mit Oxidationsschmelzen als Nachweisreaktionen für Mangan und Chrom: Blaugrün als Manganat, gelb als Chromat

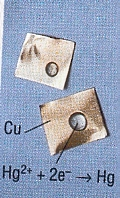
Die Amalgamprobe – eine Vorprobe auf Quecksilbersalze

Zu den Vorproben auf Kationen gehören:
- die Flammprobe auf Alkali-, Erdalkali- und Metall-Kationen (Bilder unten),
- die Leuchtprobe auf Zinnsalze,
- die Marshsche Probe auf Arsen- und Antimonsalze,
- die Amalgamprobe auf Quecksilbersalze,
- die Kreuzprobe auf Ammoniumsalze,
- die Oxidationsschmelze als Hinweis auf Chrom- und Mangansalze
- die Phosphorsalzperle und Boraxperle als Hinweis auf verschiedene Schwermetallsalze und
- die Glühröhrchen-Vorprobe.

Wenn man die unbekannte Probe auf einem Magnesiastäbchen in die nichtleuchtende Flamme des Bunsenbrenners bringt, so verfärbt sich die Flamme, wenn bestimmte Ionen durch die Flamme angeregt werden (Flammprobe, vgl. Abbildungen unten). Die angeregten Elektronen fallen wieder auf ihr Energieniveau im Normalzustand zurück (Quantensprung), wobei sie die aufgenommene Energie in Form eines Lichtquants abgeben. Die Wellenlänge dieses Lichtstrahls gibt Aufschluss darüber, welches Elektron in welchem Energieniveau (Atomorbital) bzw. Atom den Quantensprung vollzogen hat (Die apparative Form dieser Analysemethode wird Atom-Emissions-Spektroskopie genannt, Kürzel: AES).
Die Leuchtprobe und die Marshsche Probe funktionieren nach einem ähnlichen Prinzip, jedoch ist die Leuchterscheinung hier auf eine Chemolumineszenz verbrennenden Stannans zurückzuführen, die Bildung des Arsen- oder Antimonspiegels bei der Marshschen Probe auf die Thermolyse (den Zerfall in Hitze) des Arsenwasserstoff-Gases.
Bei der Amalgamprobe gibt man etwas Probelösung auf ein Kupferblech. In Anwesenheit von Quecksilberionen entsteht dabei ein silbriger Amalgamfleck (Redoxreaktion).
Auch die Oxidationsschmelze ist eine Redoxreaktion. Hier wird die Probe im Tiegel mit der dreifachen Menge einer Mischung aus Soda und Salpeter geschmolzen. Letzteres vermag Mangansalze zu blaugrünem Manganat und Chromsalze zu gelbem Chromat zu oxidieren (siehe Abbildung rechts).
Die Kreuzprobe ist ein Kurzversuch, bei dem man angefeuchtetes Ätznatron auf eine Probe einwirken lässt. In Anwesenheit von Ammoniumionen reagiert die Natronlauge zu Ammoniakgas, welches durch angefeuchtetes Universalindikator-Papier (UIP) angezeigt wird (Indikation einer Säure-Base-Reaktion).
Die Borax- und Phosphorsalzperle wird mit Hilfe von Natriumtetraborat (Borax) oder Natriumammoniumhydrogenphosphat (Phosphorsalz) in der Brennerflamme erzeugt. Wenn die zu untersuchende Substanz bestimmte Kationen enthält, weist die Salzperle anschließend charakteristische Färbungen auf (Beispiel: tiefblau in Gegenwart von Kobalt-ionen, siehe Abbildung am Beginn dieses Artikels).

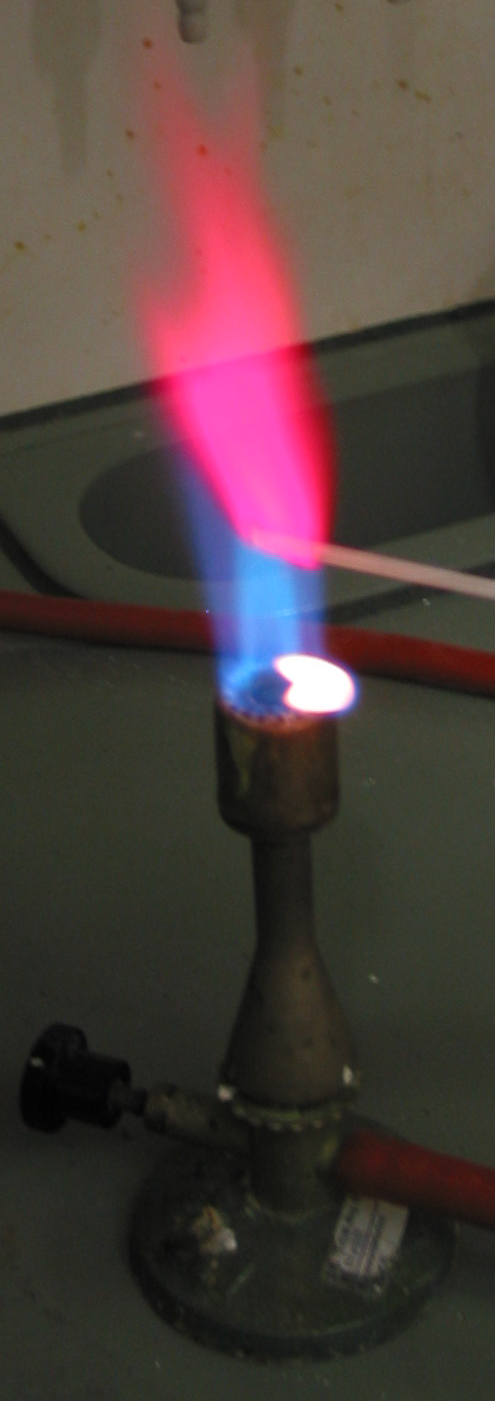
Lithium, karminrot
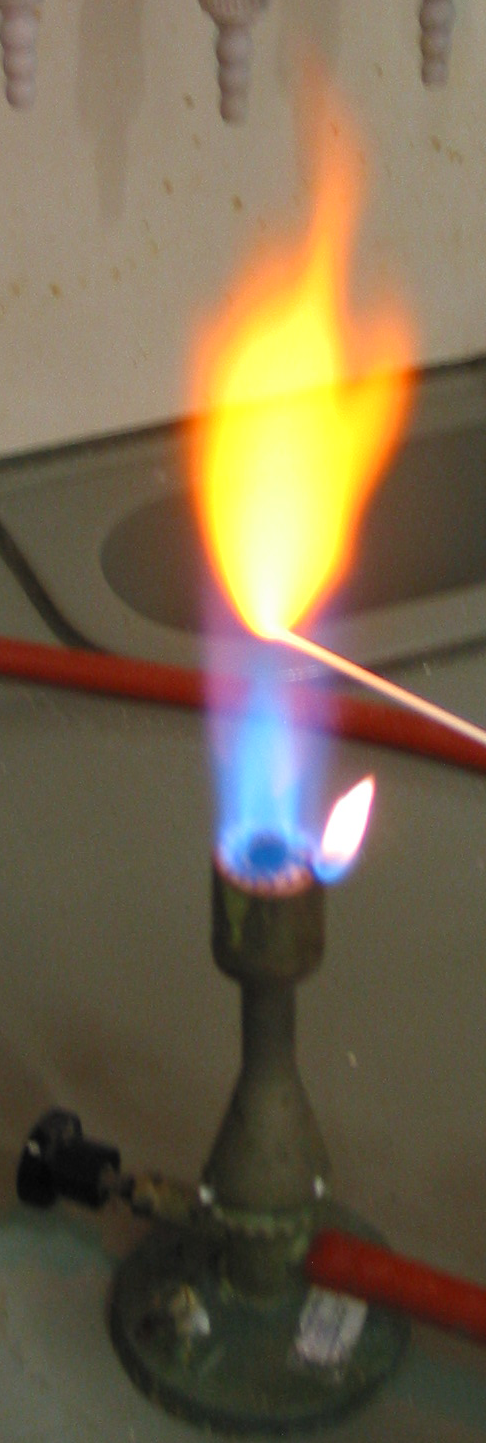
Natrium, natriumgelb
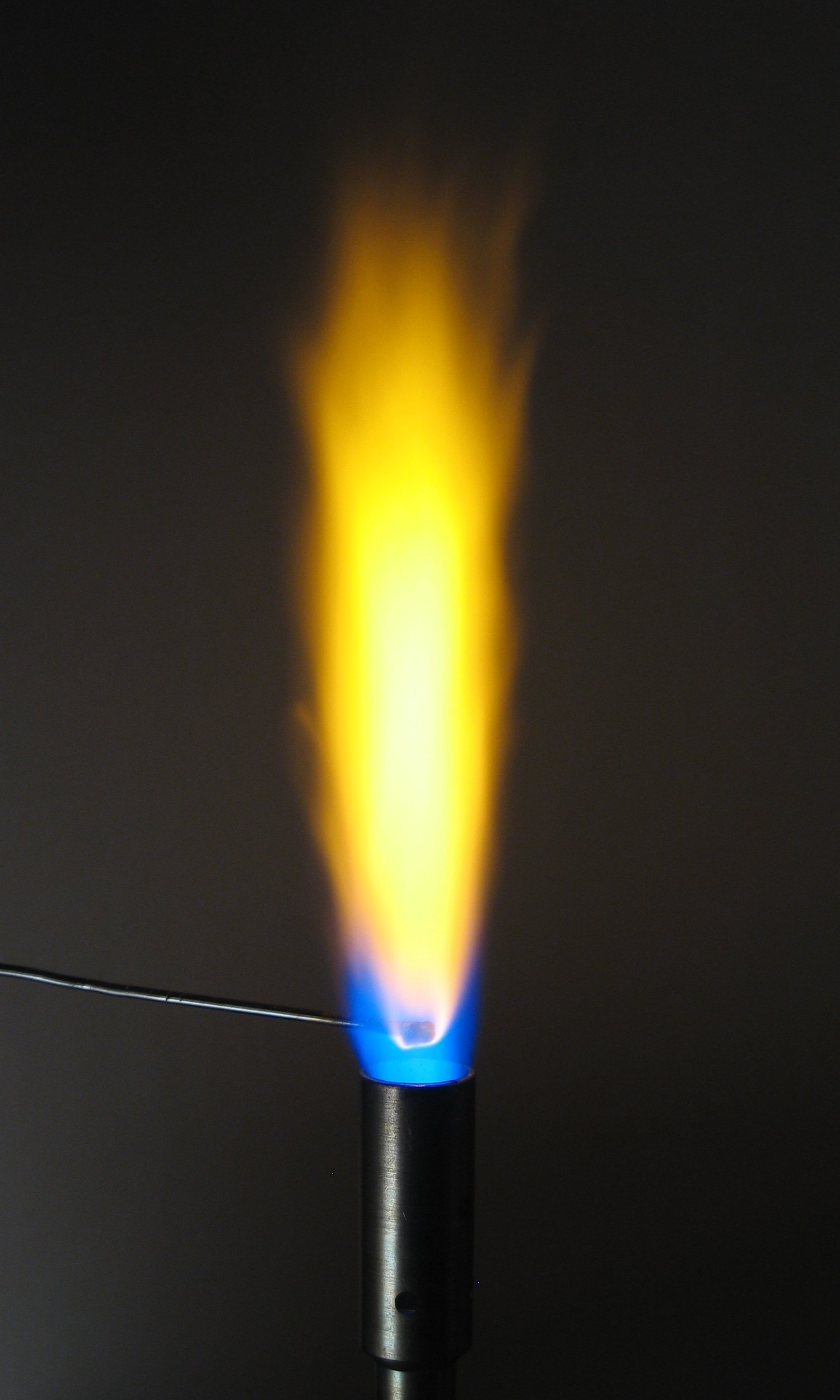
Kochsalz in der Brennerflamme, natriumgelb
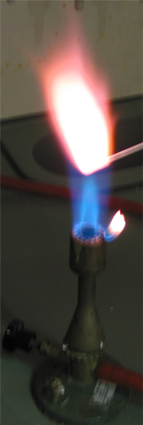
Kalium, violett
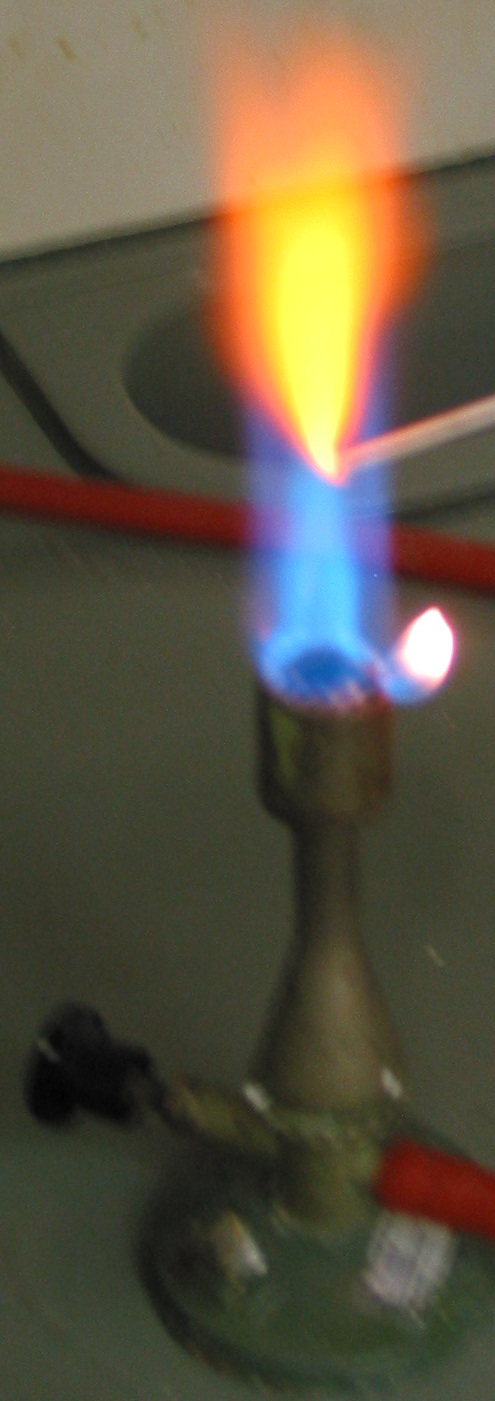
Calcium, ziegelrot
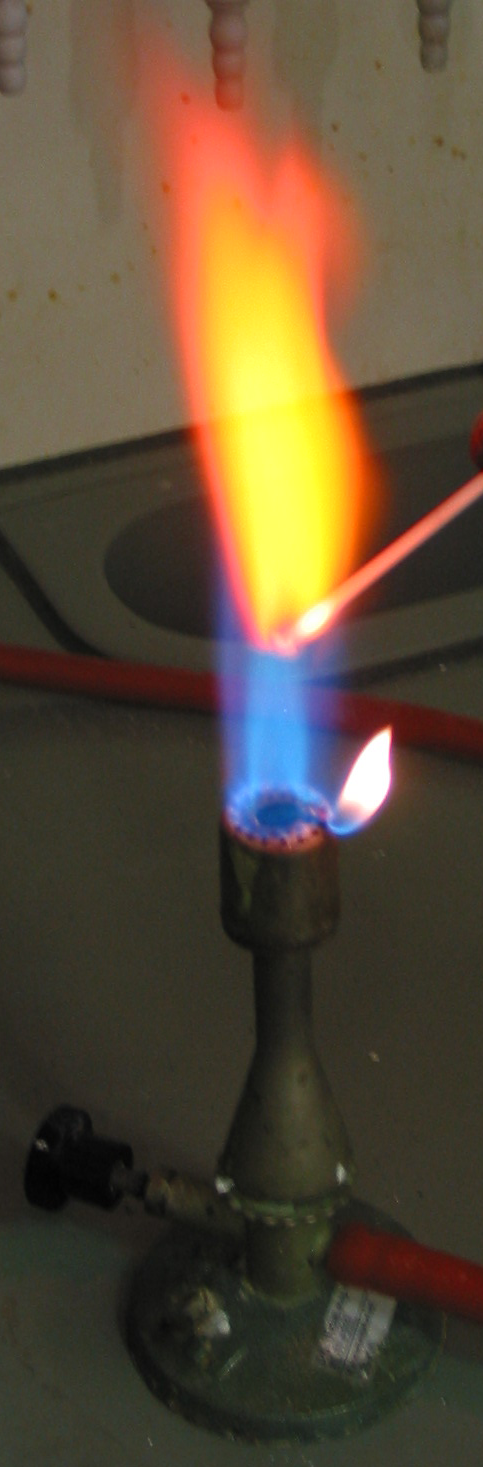
Strontium, rot
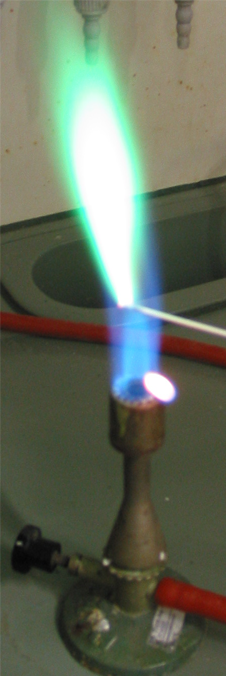
Kupfer, grün, auch blaugrün (türkis)
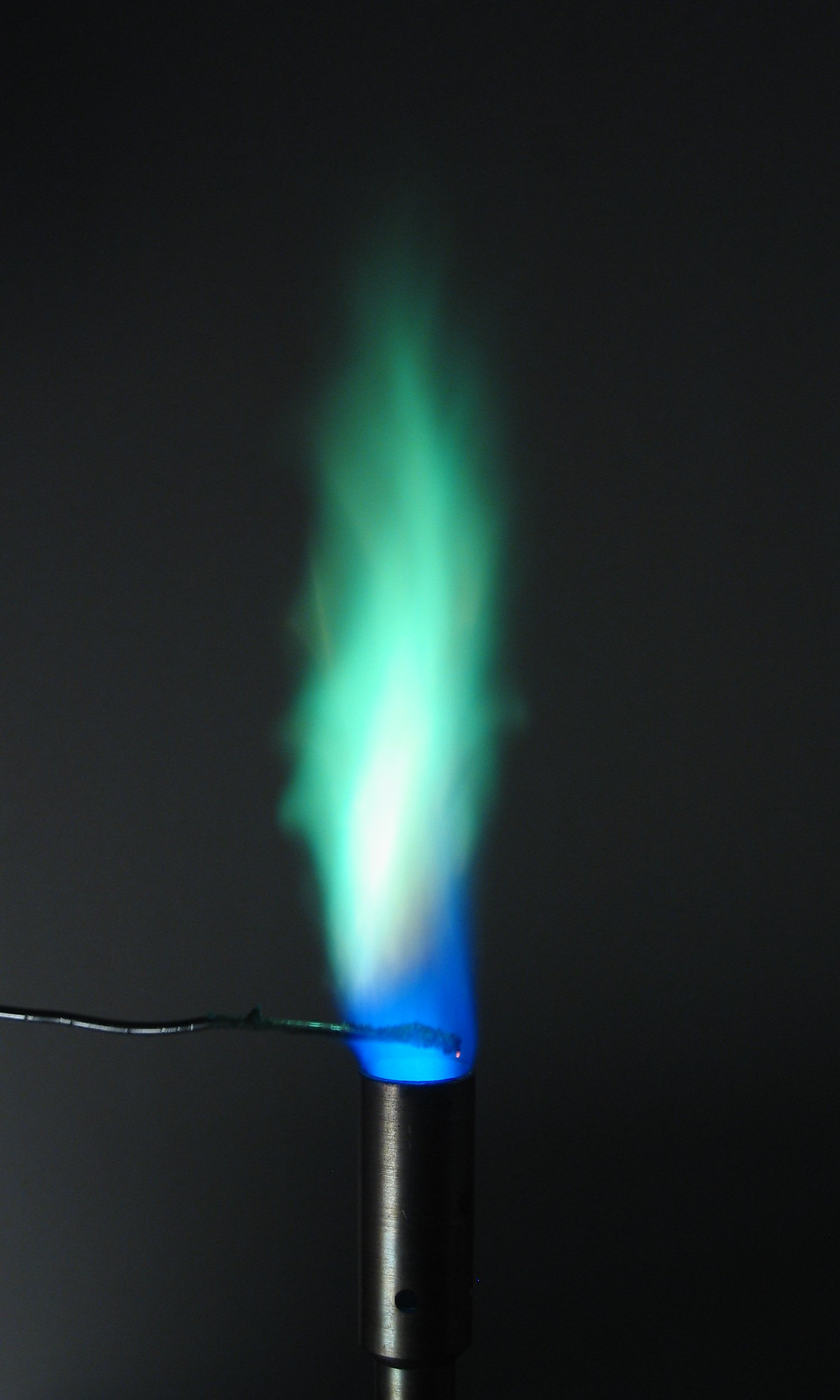
Kupfersulfat in der Brennerflamme

## Vorproben auf Anionen
Zu den Vorproben auf Anionen gehören:
- die Ätzprobe oder Kriechprobe auf Fluoridionen,
- die Wassertropfenprobe auf Fluorid- und SIlicationen,
- der Sulfidnachweis mit Säure und Bleiacetatpapier,
- der Carbonatnachweis mit Säure und Kalkwasser,
- der Acetatnachweis durch Verreiben mit Kaliumhydrogensulfat (als Geruchsprobe).

Bei der Kriechprobe gibt man eine kleine Menge der zu untersuchenden Substanz zusammen mit konzentrierter Schwefelsäure in ein Reagenzglas. Wenn die Probe Fluorid enthält, dann bildet sich Fluorwasserstoffsäure (Formel: HF), welche die Glaswand anätzt und an ihr hochzukriechen scheint.
Eine Variante zu diesem Nachweis ist es, wenn die Probe in einem Porzellantiegelchen mit etwas Schwefelsäure und Sand (Siliziumdioxid, Quarz) zusammengebracht wird. In diesem Fall reagiert der Fluorwasserstoff mit Siliziumdioxid zu gasförmigem Siliziumtetrafluorid. Dieses Gas steigt auf und reagiert mit einem Wassertropfen, den man auf ein über dem Tiegel hängendes, schwarzes Papierstück gegeben hat. Dabei wird aus Wasser und Siliziumtetrafluorid wieder Fluorwasserstoff und Siliziumdioxid. Letzteres bildet einen weißen Fleck auf dem schwarzen Papier und zeigt Fluorid an.
Die Nachweise der Ionen Sulfid, Carbonat und Acetat sind Säure-Base-Reaktionen: Zugegebene starke Säuren verdrängen die jeweils schwächere Säure (Schwefelwasserstoff aus Sulfid, Kohlensäure aus Carbonat und Essigsäure aus Acetat) aus ihrem Salz (Verdrängungsreaktion):
Der Schwefelwasserstoff wird mit Bleiacetatpapier nachgewiesen (Schwarzfärbung), das Kohlendioxid mit Kalkwasser (weiße Trübung) und die Essigsäure durch eine vorsichtige Geruchsprobe. Wenn die Probe gleichzeitig Sulfid enthält, muss sie neben dem Kaliumhydrogensulfat auch mit Wasserstoffperoxid verrieben werden, so dass der giftige Schwefelwasserstoff zum ungiftigen Sulfat oxidiert wird (Entstörung einer Nachweisreaktion).